# Досева къща
Досевата къща (на гръцки: Οικία Δώσσα) е архитектурна забележителност в село Цотили, Гърция.
Къщата е разположена на улица „Икуменикос Патриархис Ватроломеос I“. Собственост е на Герасимос Михаил Досас. В 2008 година къщата е обявена за паметник на културата като „много интересна сграда от архитектурна и морфологична гледна точка и също така важна, поради местоположението си, за изучаване на градското, социалното и икономическото развитие на района“.